# さよなら三角
『さよなら三角』（さよならさんかく）は、原秀則による日本の漫画。『週刊少年サンデー』（小学館）1981年4・5号から1984年18号まで連載された。単行本は全17巻が小学館（少年サンデーコミックス）から刊行された。また、連載中の1983年にテレビドラマ化された。

## 概要
成績は落ちこぼれでお調子者の少年・上条拓と、成績抜群の美少女・星野明日香、隣同士に住む幼なじみ2人の、高校受験から大学受験までの3年余りを描いた作品である。原にとって初の連載作品となるが、彼自身は元々コックかアニメーターになることを希望していた。高校3年の夏休みに専門学校へ通う資金作りのため『週刊少年サンデー』の新人コミック大賞に応募したところ、それが編集者の目に留まり、高校卒業後に上京。2か月後に読み切り作品の『春よ恋』でデビューし、それから8か月後に本作の連載に至った。なお原は自身について「ボクはアイデアマンじゃなかった」と評しており、「こんなシーンを描きたい、こんなセリフを言わせたい」という希望はあっても、描きたい題材は特になかったという。本作についても「幼なじみの男の子と女の子で隣同士に住んでいることにしよう」との担当編集者のアイデアを基に誕生したものとしている。
本作はあだち充の『ナイン』や『みゆき』によって開拓されたラブコメ路線を類型的な表現として定着させたと評されており、漫画評論家の中田健太郎は「『サンデー』のラブコメと言われて思いあたる、画面が白くてどこか柔和なイメージを、理念的にまでおしすすめたのがこの『さよなら三角』に違いない」と指摘している。さらに中田は『週刊少年マガジン』で連載されたラブコメ漫画『The・かぼちゃワイン』との比較において、本作の「画面の白さはいっそう際だって見える」としている。
また、漫画評論家の伊藤剛は、「『さよなら三角』を『タッチ』とつながる、ミニマルな画面で心情のあやを描くマンガとして真面目に再評価すべきだとしたら、『キックオフ』はその影響圏が半ばパロディとして成立してしまうほどに広がった証拠として再評価されてもいい」と『週刊少年ジャンプ』で連載されたラブコメ漫画『キックオフ』への影響を指摘している。
島本和彦の漫画『アオイホノオ』では、何か引っかかる漫画として本作が登場している。島本は2014年の『ユリイカ』でのインタビューにおいて「絵のうまくない新人たちがじゃかじゃかラブコメを描いてましたけど、『さよなら三角』だけはやっぱりどこか違っていた。『さよなら三角』の前に増刊のほうで何回か読切を載せているんですけど、たいした内容があるわけでもないのに、すごくひっかかるというのか、こいつ来るぞ!というオーラがあって、なんというか、メジャー感がありました」と評している。

## ストーリー
中学3年生の上條拓と星野明日香は隣同士に住む同級生。2人は岬高校への進学を志望するが、成績優秀な明日香に対して、拓はギリギリの成績という状況。ところが明日香は答案用紙に名前を書き忘れたため不合格となり、美人の女子大生を家庭教師に迎え成績がアップした拓がかろうじて合格する。明日香は担任の勧めもあり、岬高校の事務員を務めながら浪人生活を送ることになる。
拓は入学早々、美人のマネージャーに心を惹かれてサッカー部への入部を決める。途中、キャプテンの片桐に軽薄さを見透かされてレギュラーから外される一幕がありながらも、やがて正ゴールキーパーとなり、毎年のように全国大会へと駒を進める。かといってサッカー漬けの日々を送るでもなく、休みとなれば仲間とともに行楽地に繰り出して自由を満喫し、生徒会選挙に立候補して当選し人気者になる。明日香との関係も学生と浪人と立場は違えどもさほど変化がある訳でもなく、かといって彼女一人に固執する訳でもなく、恋にスポーツにと学園生活を満喫する。一方の明日香は事務員を務めながら浪人生活を続け、時にはサッカー部のマネージャーも買って出る。やがて1年遅れで岬高校に合格すると、移り気な幼馴染の拓を見限るでもなく、献身的に支え続ける。
高校3年の受験シーズンを迎えると、勉強に身が入らない拓はことごとく不合格となり浪人確実かと思いきや、ひょんなことから絵画の実力が認められ、美術大学を受験すると大学教授から海外留学まで持ちかけられるなど、リア充っぷりは変わらないのだった。

## 登場人物
上條 拓（かみじょう たく）
本作の主人公。サッカー部に所属。勉強は苦手だが、恋にスポーツにと学園生活を満喫するお調子者。
星野 明日香（ほしの あすか）
本作のヒロイン。成績優秀でしっかり者だが、高校受験に失敗して浪人生となる。
片桐（かたぎり）
サッカー部キャプテン。
高坂 真由美（たかさか まゆみ）
サッカー部マネージャー。
神崎 裕次郎（かんざき ゆうじろう）
拓のクラスメイト。サッカー部に所属。
高岡 秀一（たかおか しゅういち）
拓のクラスメイト。学内トップの秀才。
ミッキー
アメリカ合衆国からの留学生。サッカー部に所属。
甲斐 純一（かい じゅんいち）
サッカー部の1学年後輩。明日香に好意を寄せており、サッカー部に入部した当初は拓にライバル心を見せる。
風見 麗子（かざみ れいこ）
拓のクラスメイト。応援団に所属しチアガールを務めている。
五十嵐 薫（いがらし かおる）
拓の担任兼サッカー部の顧問。ぼさぼさの髪で無精ひげを生やした男性教師。

## テレビドラマ
テレビドラマ『さよなら三角』は、フジテレビ系列で1983年1月10日から3月21日まで放送された。全11回。放送時間（JST）は毎週月曜日19時00分 - 19時30分だが、この枠はローカルセールス枠であるため、一部では遅れネットや未放送の地区がある。武田久美子はこれが初主演作である。オープニングでは、原の漫画キャラの顔を実写にしたキャラが登場する。

### スタッフ・主題歌
- 原作：原秀則（『さよなら三角』）
- 演出：河毛俊作、小野原和宏
- 脚本：伊藤和典、いりえとおる
- 企画：岡正
- プロデューサー：南條武史
- 音楽：ライオン・メリー
- 主題歌『噂になってもいい』武田久美子
- 音響効果：志田博英
- 技術協力：東通、ウェルアップ
- ポスプロ：東洋現像所ビデオセンター（現:IMAGICA）
- スタジオ：東映大泉ビデオスタジオ
- 制作著作：フジテレビ

### キャスト
- 星野明日香：武田久美子
- 上條拓：宮田恭男
- 甲斐純一：新田純一
- 風見麗子：渡辺めぐみ
- 神崎：柳沢慎吾
- 高岡：堀広道
- 三木：田中浩二
- 猫田：水上功治
- 猿川：工藤真一
- 犬山：近藤伸明
- 石川：岡竜也
- アコ：村上里佳子
- 鎌木：花井京之助
- 花丸：山本陽一
- 星野美香：三浦リカ
- 町内放送のDJ（拓の父親）：小林克也
- 五十嵐先生：かまやつひろし
- 井上純一

### サブタイトル
| 回 | 放送日 （1983年） | サブタイトル             |
| -- | ----------------- | ------------------------ |
| 1  | 1月10日           | （サブタイトル無し）     |
| 2  | 1月17日           | （サブタイトル無し）     |
| 3  | 1月24日           | ズタぼろサッカー部自立編 |
| 4  | 1月31日           | キャプテン失格           |
| 5  | 2月7日            | サッカー部解散           |
| 6  | 2月14日           | 哀しき片想い             |
| 7  | 2月21日           | マネージャー危機一髪     |
| 8  | 2月28日           | 合宿とロマンス           |
| 9  | 3月7日            | 第二サッカー部誕生!?     |
| 10 | 3月14日           | 恋のチャレンジャー       |
| 11 | 3月21日           | （サブタイトル無し）     |